# 南雲希美
南雲 希美（なぐも のぞみ、6月18日 - ）は、日本の女性声優。埼玉県出身。Rush Style準所属。

## 来歴
2017年7月末日にワイスプロダクション（ジュニア所属）を退所し、同年8月16日よりRush Styleの預かり所属となる。現在は準所属。
元は木村希美（きむらのぞみ）として活動していたが、Rush Style移籍に伴い、現在の南雲希美に改名した。

## 出演
太字はメインキャラクター。

### テレビアニメ
2016年
- ビッグオーダー（女子高生、賢吾、主婦C、そば屋の客B、所員、伊吹山麓の巫女）
- 魔装学園H×H（少年傷無、女子生徒）

2017年
- 昭和元禄落語心中 -助六再び篇-（女性、園児、観客、お客さん達、女子 他）

2018年
- アイドリッシュセブン（2018年 - 2023年、女性、ストロベリーズ、TRIGGERファンB、ファンB） - 2シリーズ
- フルメタル・パニック! Invisible Victory（対空警戒士官、対空警戒士官A、清掃係、ミスリル士官）

2019年
- 賢者の孫（エリザベート＝フォン＝コーラル）

2020年
- ぼくのとなりに暗黒破壊神がいます。（女子生徒C、リポーター、女子生徒A、客室乗務員、たっくん 他）

2021年
- SELECTION PROJECT（濱栗広海）

2022年
- 神クズ☆アイドル

2023年
- スパイ教室
- うちの会社の小さい先輩の話（司会）
- 絆のアリル（ジュア）
- 柚木さんちの四兄弟。（生徒、クラスメイト、親戚、同級生、木下先生 他）
- ゴブリンスレイヤーII（地母神神官）

2024年
- ブルーアーカイブ The Animation（ヘルメット団、ニュースキャスター）
- 星降る王国のニナ（サジ、侍女2、侍女）
- 歴史に残る悪女になるぞ（女子生徒）

### ゲーム
- ヤマダパズル たぷたん（2017年、ハリー[7]）
- 嘘月シャングリラ（2017年）[8]
- ファイトリーグ（2018年、ベアルック ウルスラ[9]）
- 魔神少女 エピソード3 -勇者と愚者-（2018年、デイ[10]）
- レミロア～少女と異世界と魔導書～（2019年、レミ）
- エルクロニクル（2019年、月影、ジュリア[11]）
- モンスターストライク（2021年、チュパカブラ[12]）
- 逆転オセロニア（2023年、ヒナギク）
- ドールズフロントライン（2023年、M110）
- 狐が僕を待っている花（2023年、リュファ）

### Webラジオ
- 新刊JP「新刊ラジオ」（ブックナビゲーター[13]）

### デジタルコミック
- こはる日和とアニマルボイス（2018年、道代[14]）
- きみにあいを!（2019年、沢口希愛来）[15]
- りんちゃんは据え膳したい（2021年、女子生徒 他[16]）
- ブラッド・ドゥーム（2021年、部員C[17]）
- 姫ヶ崎櫻子は今日も不憫可愛い（2021年、クラスメイト 他[18]）
- ちゃんと吸えない吸血鬼ちゃん（2021年、クラスメイト[19]）
- リリィ・リリィ・ラ・ラ・ランド（2022年、生徒[20]）
- 千年狐 〜干宝「捜神記」より〜（2022年、張華の少年時代[21][22]）

### その他コンテンツ
- 『エクスタス・オンライン』オーディオドラマ（2016年、雫石乃音[23]）

## ディスコグラフィ

### キャラクターソング
| 発売日         | 商品名                               | 歌                   | 楽曲                                | 備考                                                |
| -------------- | ------------------------------------ | -------------------- | ----------------------------------- | --------------------------------------------------- |
| 2021年10月27日 | SELECTION PROJECT メインテーマCD     | 9-tie                | 「Glorious Days」                   | テレビアニメ『SELECTION PROJECT』オープニングテーマ |
| 2021年10月27日 | SELECTION PROJECT メインテーマCD     | 9-tie                | 「Only one yell」                   | テレビアニメ『SELECTION PROJECT』エンディングテーマ |
| 2021年10月27日 | SELECTION PROJECT メインテーマCD     | 9-tie                | 「SELECTION HEROINE」               | テレビアニメ『SELECTION PROJECT』イメージソング     |
| 2021年12月22日 | SELECTION PROJECT ユニットソングCD   | 9-tie                | 「Naked Blue」 「いつか かなう 夢」 | テレビアニメ『SELECTION PROJECT』挿入歌             |
| 2021年12月22日 | SELECTION PROJECT ユニットソングCD   | Splasoda°            | 「SPARKRASH」                       | テレビアニメ『SELECTION PROJECT』挿入歌             |
| 2022年1月26日  | SELECTION PROJECT BD・DVD第2巻特典CD | Splasoda°            | 「PARTY×PARTY」                     | テレビアニメ『SELECTION PROJECT』関連曲             |
| 2022年1月26日  | SELECTION PROJECT BD・DVD第2巻特典CD | 濱栗広海（南雲希美） | 「Only one yell」                   | テレビアニメ『SELECTION PROJECT』関連曲             |

### シリーズ一覧
1. ↑  第1期（2018年）、第3期『Third BEAT!』第2クール（2022年 - 2023年）

### ユニットメンバー
1. ↑  美山鈴音（矢野妃菜喜）、花野井玲那（水野朔）、濱栗広海（南雲希美）、今鵜凪咲（荒井瑠里）、八木野土香（羊宮妃那）、淀川逢生（岩橋由佳）、小泉詩（白河みずな）、山鹿栞（花井美春）、当麻まこ（下地紫野）
2. ↑  濱栗広海（南雲希美）、今鵜凪咲（荒井瑠里）、八木野土香（羊宮妃那）、淀川逢生（岩橋由佳）